# Альткален
Альткален (нем. Altkalen) — община в Германии, в земле Мекленбург-Передняя Померания.
Входит в состав района Гюстров. Подчиняется управлению Гнойен. Население составляет 884 человек (2009); в 2003 г. — 930. Занимает площадь 45,54 км².